# Waltringen
Waltringen – dzielnica (Ortsteil) wiejskiej gminy Ense w powiecie Soest, w kraju związkowym Nadrenia Północna-Westfalia, w rejencji Arnsberg.

## Demografia
Według danych z 2000 roku w Volbringen mieszkało 653 mieszkańców. Liczba ta stopniowo wzrastała lub się zmniejszała; 650 (2005), 674 (2010), 641 (2015), 640 (2020). Według spisu ludności z lipca 2024 roku, w Waltringen mieszkało 623 mieszkańców.

## Geografia
Dzielnica Volbringen położona jest we zachodniej części Ense i graniczy z trzema dzielnicami: Ruhne, Bremen i Hünningen.

## Historia
Pierwsza wzmianka o Waltringen znajduje się w rejestrze podatkowym klasztoru Werden z XII wieku.

### Reorganizacja gmin
W ramach reorganizacji gmin 1 lipca 1969 roku Waltringen wraz z 13 innymi miejscowościami stało się częścią nowej gminy Ense.

## Edukacja
Według danych z 2022 roku w Waltringen oraz Volbringen, Ruhne, Gerlingen, Sieveringen, Oberense i Bittingen nie ma placówek opieki nad dziećmi. Na terenie wiejskiej gminy Ense leżą trzy szkoły podstawowe. Uczniowie z Waltringen uczęszczają do "Die kath. Grundschule Fürstenbergschule".